# نقش أم بريرة
نقش أم بُريرة (المعروف أيضًا باسم نقش عبد شمس) هو نقش عربي قديم اُكتُشف في منطقة تبوك في شمال غرب المملكة العربية السعودية. ومن بين النقوش العربية القديمة، تحتوي على صيغة دعاء فريدة من نوعها، ودعاء للاستغفار، والاسم الشخصي عبد شمس.صورها ونشرها في الأصل محمد عبد النعيم في عام 2000، وأعاد توثيقها مؤخرًا عالم الآثار صالح الحويطي.
على الرغم من عدم العثور على تاريخ على النقش، فإن الدراسات تضعه في أواخر القرن السادس أو أوائل القرن السابع.

## النص
يأتي النص التالي من طبعة عام 2023 من النقش. يمكن تقسيم النص إلى ثلاثة أجزاء: صيغة الافتتاح، والضمير الشخصي "أنا" ( أنا ) بالإضافة إلى الاسم الشخصي، وصيغة الإغلاق. 

 باسمك اللهم أنا عبد شمس بر المغيرة، يستغفر ربه.

## التوحيد
من المؤكد أن النقش توحيدي، ويدعو إلى الاستغفار، وهو أمر لم يُثبَت في النقوش السابقة، واستخدام كلمة "رب" لقبًا للإله الله. كما نجد استخدام لقب "رب" للإله الواحد الأحد في نقشين آخرين باللغة العربية القديمة: نقش جبل ضبوب ونقش رَي الزلالة . قد يكون النقش توحيديًّا أو يهوديًا، على الرغم من أن غياب الرمزية المسيحية (مثل الصليب) ينفي كونه مسيحيًا.

## عبد شمس
على الرغم من أن اسم عبد شمس كان شائعًا في شبه الجزيرة العربية قبل الإسلام، إلا أن الفرد المسمى عبد شمس وهو ابن شخصية أخرى تدعى المغيرة أقل شيوعًا، على الرغم من أن مصدرين من العصر الإسلامي يصفان شخصية بهذا الاسم ونسبها من قبيلة قريش: (1) عبد شمس بن عبد منيف بن قصي بن كلاب و(2) عبد شمس بن المغيرة، بن عبد الله بن عمر بن مخزوم. من بين الاثنين، فإن الأخير هو المرشح الأكثر ترجيحًا لأن يكون عبد شمس الموجود في النقش لأنه كان معاصرًا للنبي محمد. ومن المحتمل أيضًا أن الشخصية الموجودة في النقش غير موثقة في أي مكان آخر في السجل التاريخي.

## علم اللغة
يحتوي النقش على صيغة النداء اللهم بما في ذلك اللام . وهذا معروف أيضًا في نقش آخر هو: FaS 4a.

## طالع أيضًا
- نقش أم الجمال العربي القديم
- نقش جبل عسيس [الإنجليزية]